# 马克·埃斯珀
馬克·湯瑪斯·埃斯珀（英語：Mark Thomas Esper，1964年4月26日—），美國前任國防部長。生於賓夕法尼亞州尤寧敦，先後入讀西點軍校工程學專業，哈佛大學肯尼迪政府學院公共管理碩士。喬治·華盛頓大學公共政策博士。波斯灣戰爭期間，以第101空降師步兵軍官身份參戰，與伊拉克陸軍作戰，為此埃斯珀獲銅星勳章，在加入國防部前，艾斯培是美國主要軍工企業雷神公司政府關係副总裁。2017年至2019年擔任美國陸軍部長。2019年7月就任美國國防部長，2020年11月9日遭總統唐納·川普無預警撤換，改由美國反恐中心主任克里斯托弗·米勒代理國防部長一職。

## 早年
艾斯培出生於賓夕法尼亞州的尤寧敦，是寶琳·波利和托馬斯·約瑟夫·埃斯珀的兒子。他的父親是馬龍尼禮教會的成員。埃斯珀於1982年畢業於賓夕法尼亞州的桂冠高中。他於1986年獲得西點軍校的工程學理學學士學位。

## 事業
埃斯珀服役超過十年，之後加入陸軍國民警衛隊，之後又升入陸軍預備役，升任中校軍銜。
艾斯培於1996年至1998年期間擔任保守智囊團傳統基金會的參謀。從1998年到2002年，艾斯培在參議院外交關係委員會和參議院政府事務委員會擔任高級工作人員。他還是美國參議員查克·黑格的高級政策顧問和立法總監。從2001年至2002年，他擔任眾議院武裝委員會政策總監。從2002年至2004年，埃斯珀在喬治·W·布什政府任職，擔任談判政策的副國防部長助理，負責廣泛的防擴散，軍備控制和國際安全問題。在2004年至2006年期間，他曾在參議院多數黨領袖比爾·弗利斯特的帶領下擔任美國參議院國家安全事務總監。
艾斯培在2006年和2007年擔任航空工業協會執行副主席。從2008年到2010年，艾斯培曾擔任全球知識產權中心執行副總裁以及美國商會歐洲和歐亞大陸地區副總裁。 2010年7月，他被國防承包商雷神雷神公司聘為政府關係副總裁。艾斯培在2015年和2016年被國會山報評為最佳企業游説者。

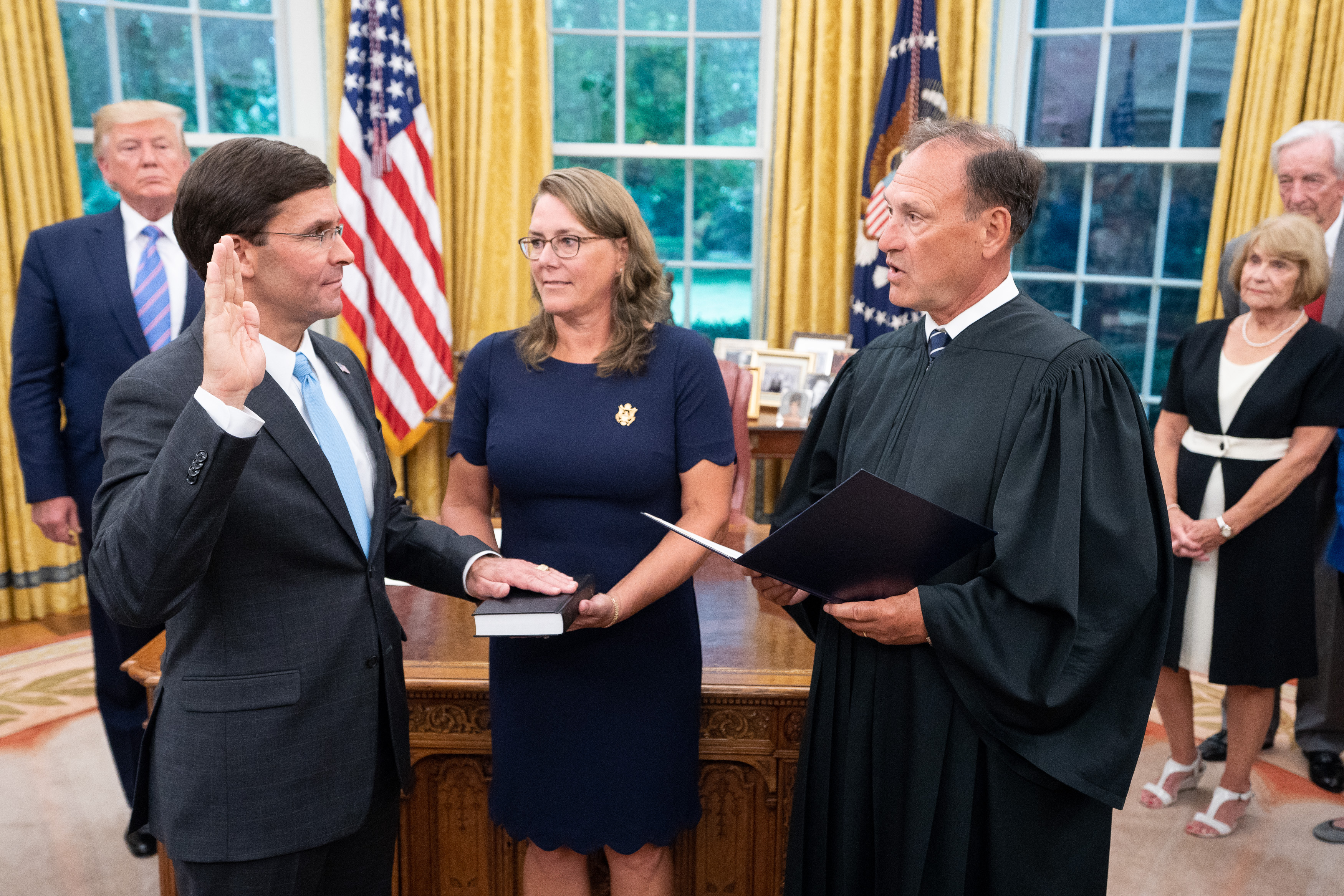

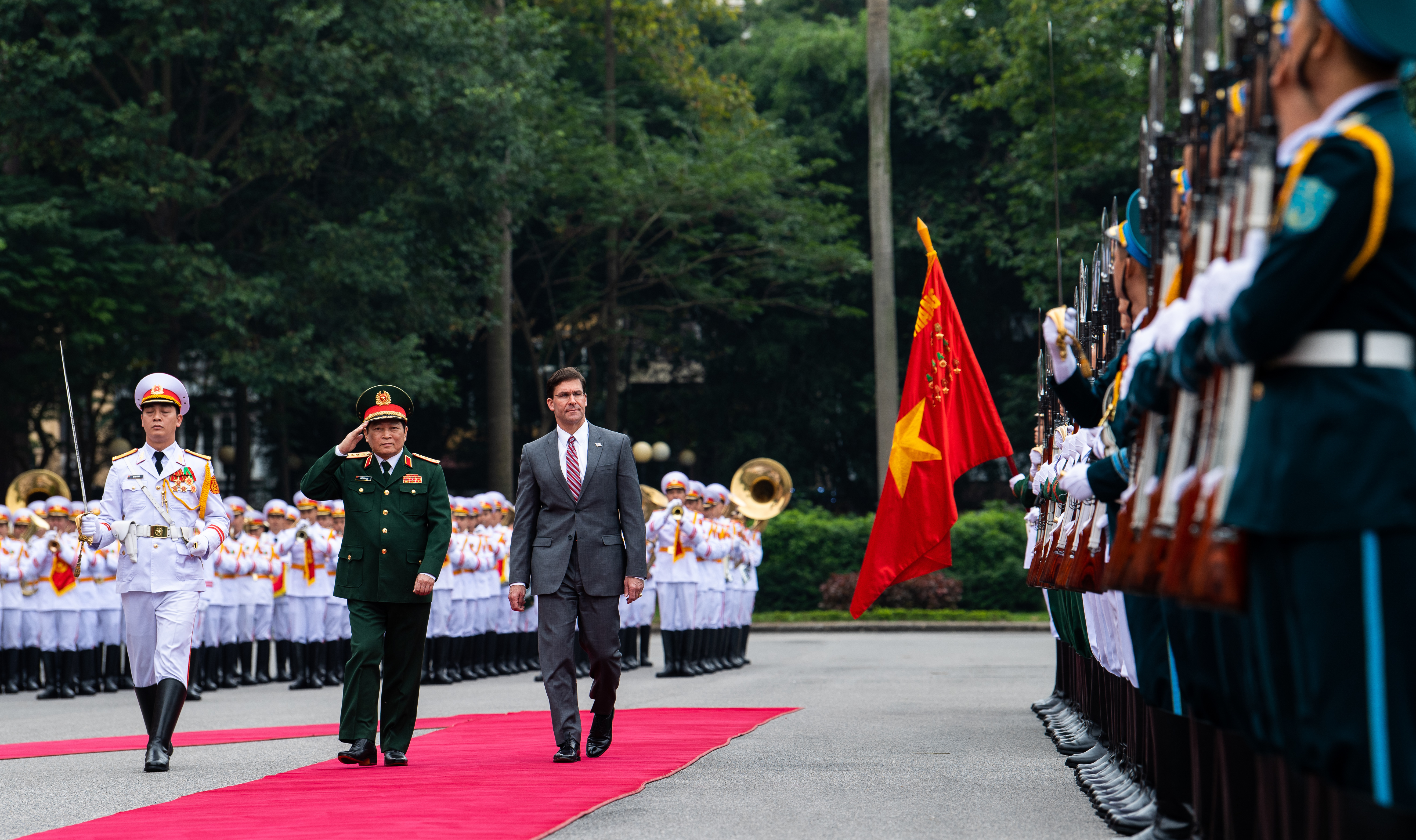
艾斯培與越南國防部長吳春歷在河內視察部隊，2019年11月20日

## 陸軍部長
川普總統於2017年6月19日宣布打算提名艾斯培為陸軍部長。在文森特·維奧拉和馬克·E·格林撤職之後，他是川普第三次提名該職位。美國參議院於2017年11月15日以21比6的投票確認了他的職務，並於2017年11月20日宣誓就職。
在擔任陸軍部長期間，艾斯培在2018年被記者問到，士兵是否對公開跨性別者服役感到不同。他回答說：“確實沒有。” 在他被提名擔任國防部長後，他說跨性別對他沒問題，他說他遇到了幾位跨性別者，並給他留下了深刻的印象。他表示他相信任何可以在全球部署的人都應該能夠服役。他說，軍隊中患有性別不安的人將得到評估。他引用了美國國防部《2018年跨性別者的兵役報告和建議》。

## 國防部長

### 任命和提名
在決定撤回代理美國國防部長帕特里克·沙納漢的正式提名後，2019年6月18日，川普總統宣布任命艾斯培為代理美國國防部長。四天后，川普宣布將提名埃斯珀以永久身份正式擔任國防部長。7月15日，白宮正式將其提名發送給參議院。川普正式提名後，艾斯培由美國海軍部長理查德·斯賓塞代理國防部長，因為1998年的《聯邦空缺職位改革法案》阻止了艾斯培在被正式提名時擔任代理部長。在此期間，艾斯培恢復擔任陸軍部長一職。2019年7月22日，參議院以85票對6票對他的提名發起投票。2019年7月23日，他的提名以90票對8票得到確認。

### 任期
埃斯珀曾表示，根據其前任詹姆斯·馬蒂斯在2018年制定的《國防戰略》，他擔任國防部長的工作職位將是非政治的。
2019年11月24日，在關於海軍海豹突擊隊的埃迪·加拉格爾的爭議中，艾斯培解雇了美國海軍部長理查德·斯賓塞。11月25日，艾斯培表示，川普已阻止海軍就加拉格爾事件進行同行評審。艾斯培說，他先前曾支持同行評審，但須遵循川普的命令。同時，川普總統將加拉格爾事件作為艾斯培解僱斯賓塞的主要原因，同時又提出了第二個原因：“大筆費用超支”並未得到緩解。
2020年2月29日，阿富汗總統加尼在喀布爾會見美國國防部長艾斯培，並發表聯合聲明。艾斯培在2020年2月與歐洲同行會面，討論了在歐洲建立新美國陸軍總部的基礎方案，該總部名為“ V Corps”（美國陸軍第五軍），最初成立於第一次世界大戰。
2020年11月9日，美國總統特朗普通过推特宣布解除埃斯珀的國防部長职务。